# Chaudron de Gundestrup

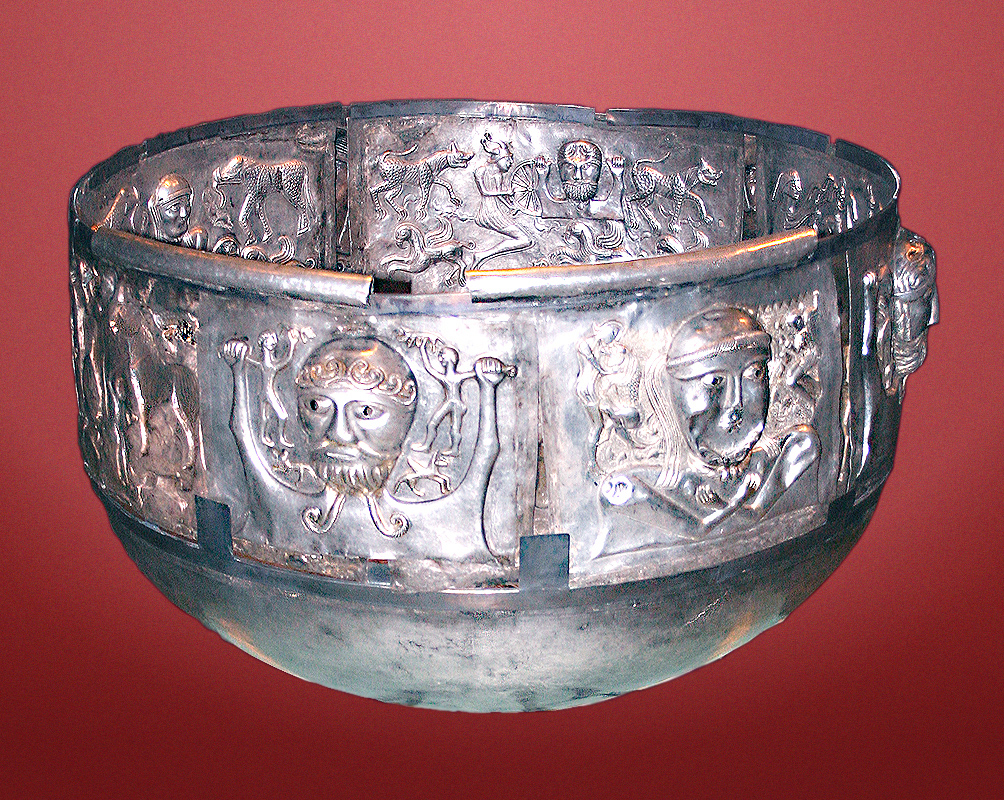
Vue d'ensemble du chaudron

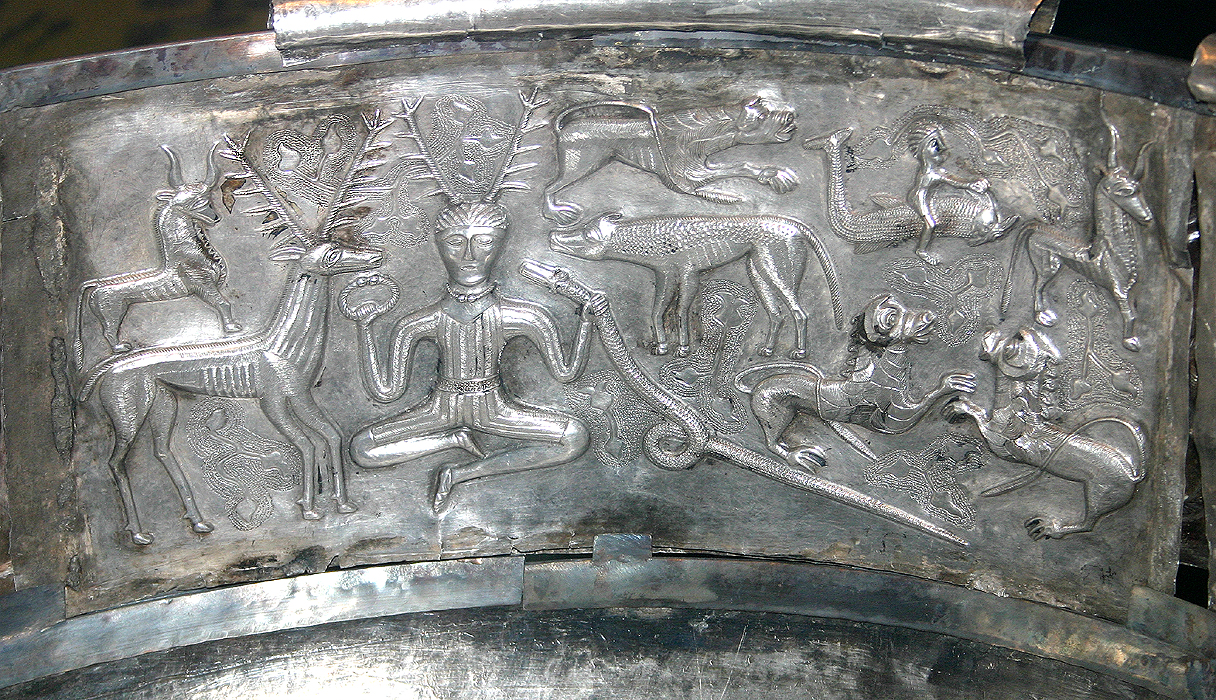
Détail d'un panneau intérieur, on distingue une représentation de Cernunnos.

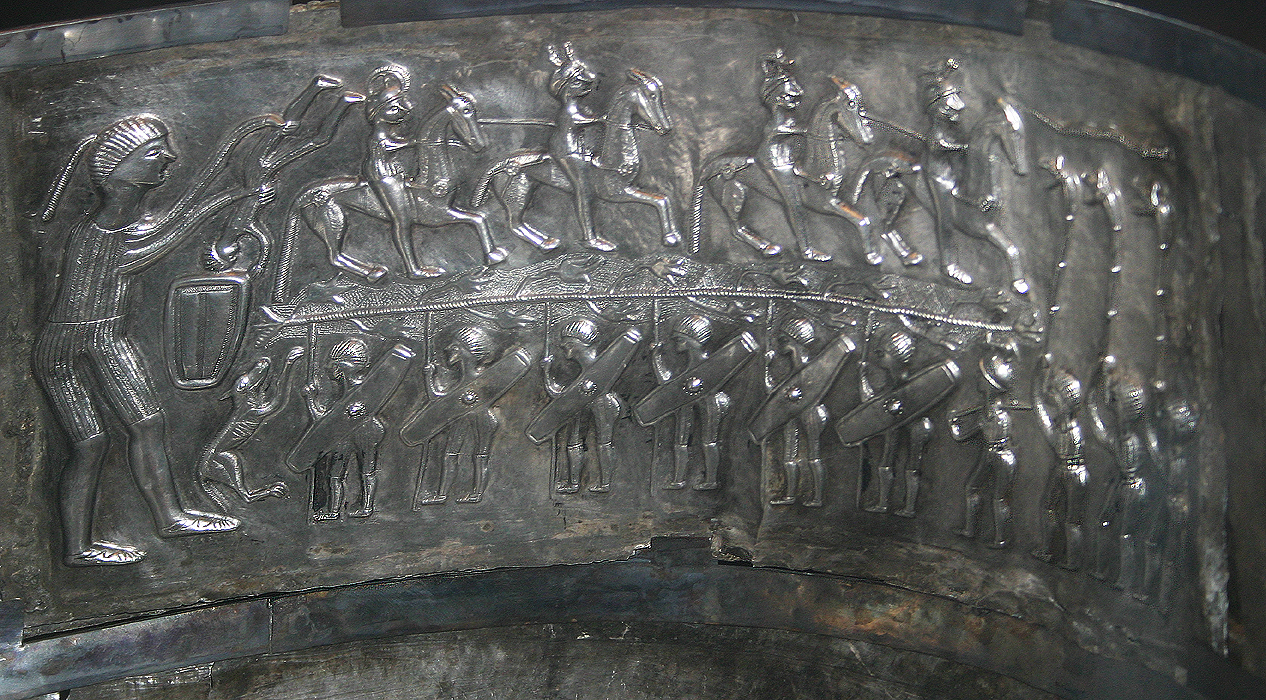
Détail d'un panneau intérieur

Le bassin de Gundestrup, souvent dit « chaudron de Gundestrup », est un récipient datant du Ier siècle av. J.-C. retrouvé en 1891 dans une tourbière du Jutland au Danemark. Il est constitué de l'assemblage de 13 plaques d'argent (12 richement décorées par martelage et une concave constituant le socle et le fond), et mesure 42 cm. de haut pour un diamètre de 69 cm.
Ayant toujours été dépourvu d'anses et d'attaches, il s'agit d'un bassin, non d'un chaudron, comme l'a établi le Pr Paul-Marie Duval.
Il est conservé au Musée national du Danemark de Copenhague dont il est une des pièces les plus célèbres. On peut voir une reproduction du récipient au Musée gallo-romain de Fourvière à Lyon (Lugdunum), une autre est conservée dans les réserves du musée de la civilisation celtique de Bibracte (Saône-et-Loire) et a été exposée au Musée archéologique de Dijon (Côte-d'Or) en 2010 lors d'une exposition sur les monnaies, une galvanoplastie est visible au Musée d'archéologie nationale à Saint-Germain-en-Laye.

## Iconographie
Le bassin est parcouru de nombreux motifs illustrant la mythologie celte, telles qu'une représentation de Cernunnos, une autre de Taranis, une encore d'un dieu ou d'un géant plongeant des guerriers morts dans un chaudron à des fins d'initiation ou de les ressusciter. Dans la mythologie celtique des sources insulaires, divers récipients dit par approximation « magiques » reçoivent des fonctions qu'il  ne faut pas confondre : chaudron d'abondance du dieu Feu et Ciel-diurne Aed Dagda ; réservoir de connaissance et de don poétique (peir de Ceridwen) ; contenant du fluide vital (peir dadeni gallois) ; contenant de la bière royale, gage de souveraineté (flaith) ; cuve d'intronisation ; instrument d'eschatologie (peir dadeni de résurrection) ; etc. Les légendes médiévales comme celles qui font apparaître un graal (un récipient, un vaissel) ont pu être influencées par ces légendes et leur imagerie.
Sur le bassin de Gundestrup, on trouve aussi des représentations d'animaux exotiques comme un lion, un éléphant (ou/et un sanglier) ou un dauphin, ce qui s'explique par le lieu de fabrication de l'objet.
Selon l'affichette de présentation de 2012 à la Cité des Sciences (« Les Gaulois, une expo renversante »), le chaudron arborerait des figures comme le Taureau, le chasseur Orion, la Grande Ourse, des feuilles de lierre symbolisent la Voie Lactée et, au même titre que le Calendrier de Coligny, le chaudron témoignerait de l'observation des astres, des phases de la Lune, du Soleil et des étoiles. Cette interprétation cohérente, bien qu'ayant rencontré un grand succès en France, est moins retenue dans les pays anglophones.

### Décoration intérieure

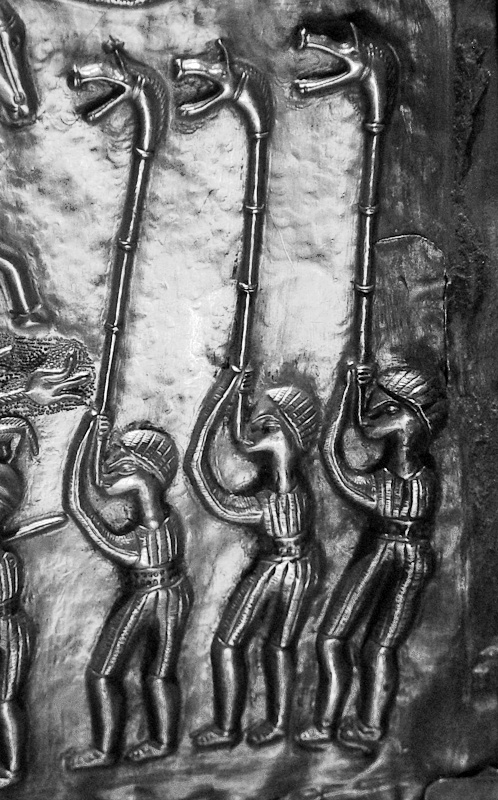
Détail d'un panneau intérieur, sonneurs de carnyx.

Cinq scènes décorent cinq plaques. (Les commentaires qu'on en a faits sont souvent hasardés, en absence d'inscriptions.) 
1. Un homme aux bois de cerf qui de la main gauche serre fermement un serpent criocéphale. À ses côtés apparaissent plusieurs animaux, dont le cerf emblématique du personnage qu'on a assimilé à Cernunnos.
2. Sur le registre du bas, six guerriers en armes et trois joueurs de carnyx. Au bout de leur course un chien (un vertragus)[4] semble les retenir, tandis qu'un personnage gigantesque (sans doute une femme) plonge dans un chaudron le onzième combattant. Sur le registre du haut, quatre cavaliers galopent à cheval, de gauche à droite leurs emblèmes sont l'arc-en-ciel, les bois du cerf, le sanglier et le corbeau. Ils ont peut-être un rapport avec les saisons. Le premier avec le printemps, le deuxième avec le passage à l'été (Cernunnos ?), le troisième avec l'automne et la terre et le quatrième avec l'hiver et l'air[5].
3. Un personnage masculin parfois interprété comme Taranis, le Tonnant, qui tient une roue dans sa main droite. Divers animaux mythiques l'entourent : des chiens monstrueux, des griffons et un serpent à tête de bélier[6].
4. Une déesse entre deux griffons, deux éléphants (ou deux sangliers tirant la langue) , et un chien en dessous d'elle a les mains presque jointes entre les seins. Deux roues sont placées de part et d'autre de la « déesse ». La présence des deux éléphants a parfois été associée par des auteurs anglo-saxons au passage des Alpes par Hannibal[7]. Cette théorie n'est pas retenue en France.
5. Une tauroctonie, répétée à trois reprises.

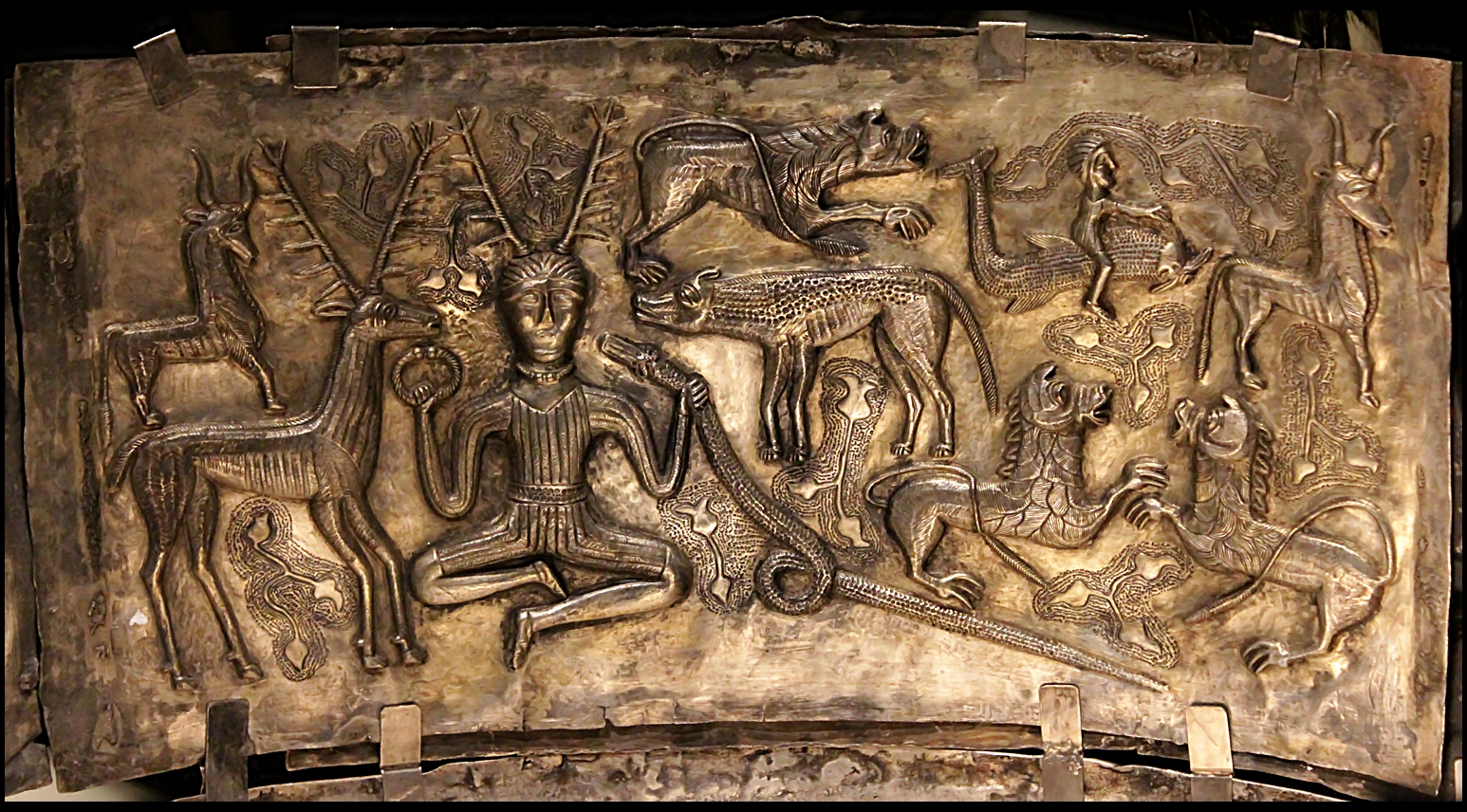
Chaudron de Gundestrup, plaque 1. "Les Gaulois, une expo renversante", 2012, galvanoplastie de Bibracte.
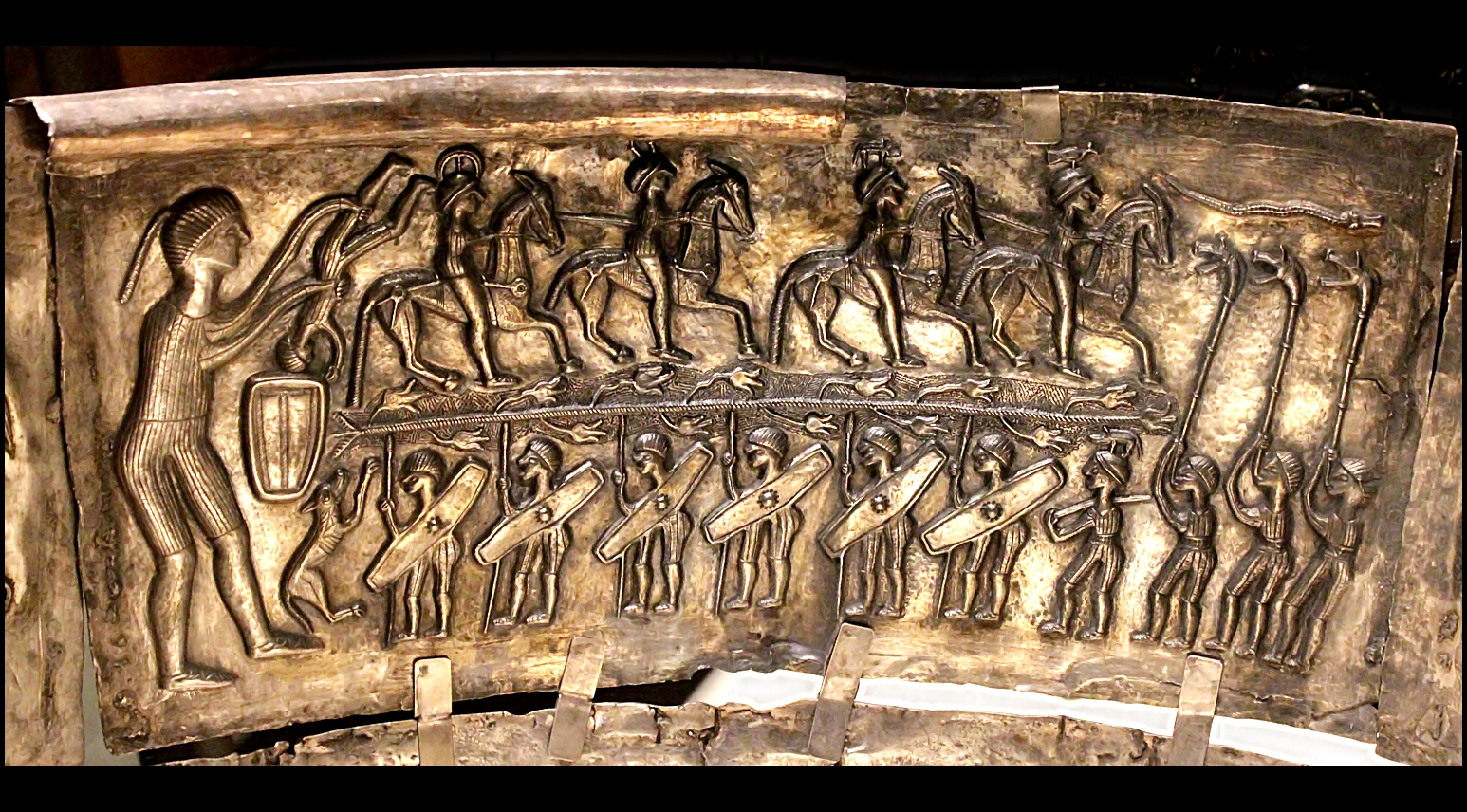
Chaudron de Gundestrup, plaque 2. "Les Gaulois, une expo renversante", 2012, galvanoplastie de Bibracte.
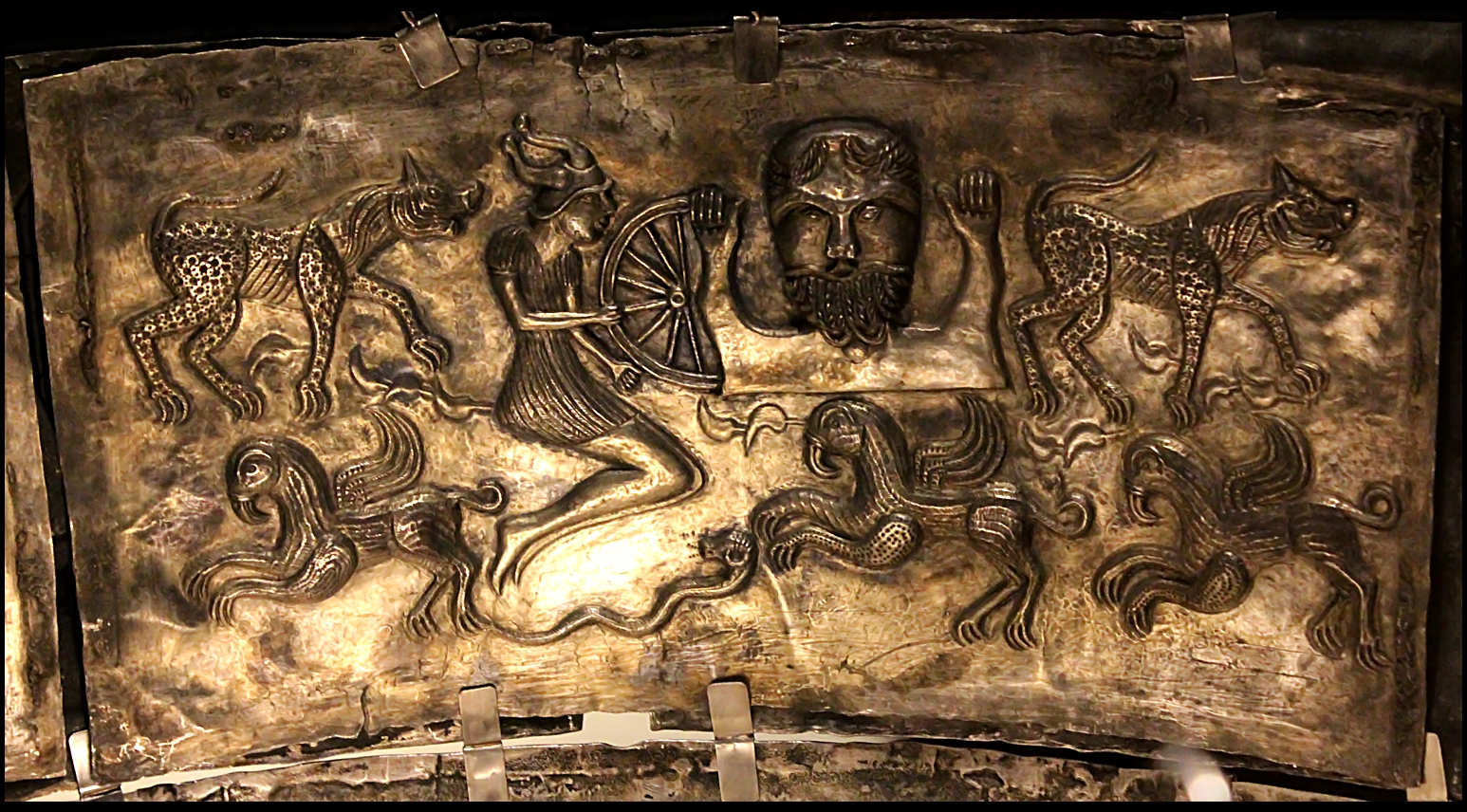
Chaudron de Gundestrup, plaque 3. "Les Gaulois, une expo renversante", 2012, galvanoplastie de Bibracte.
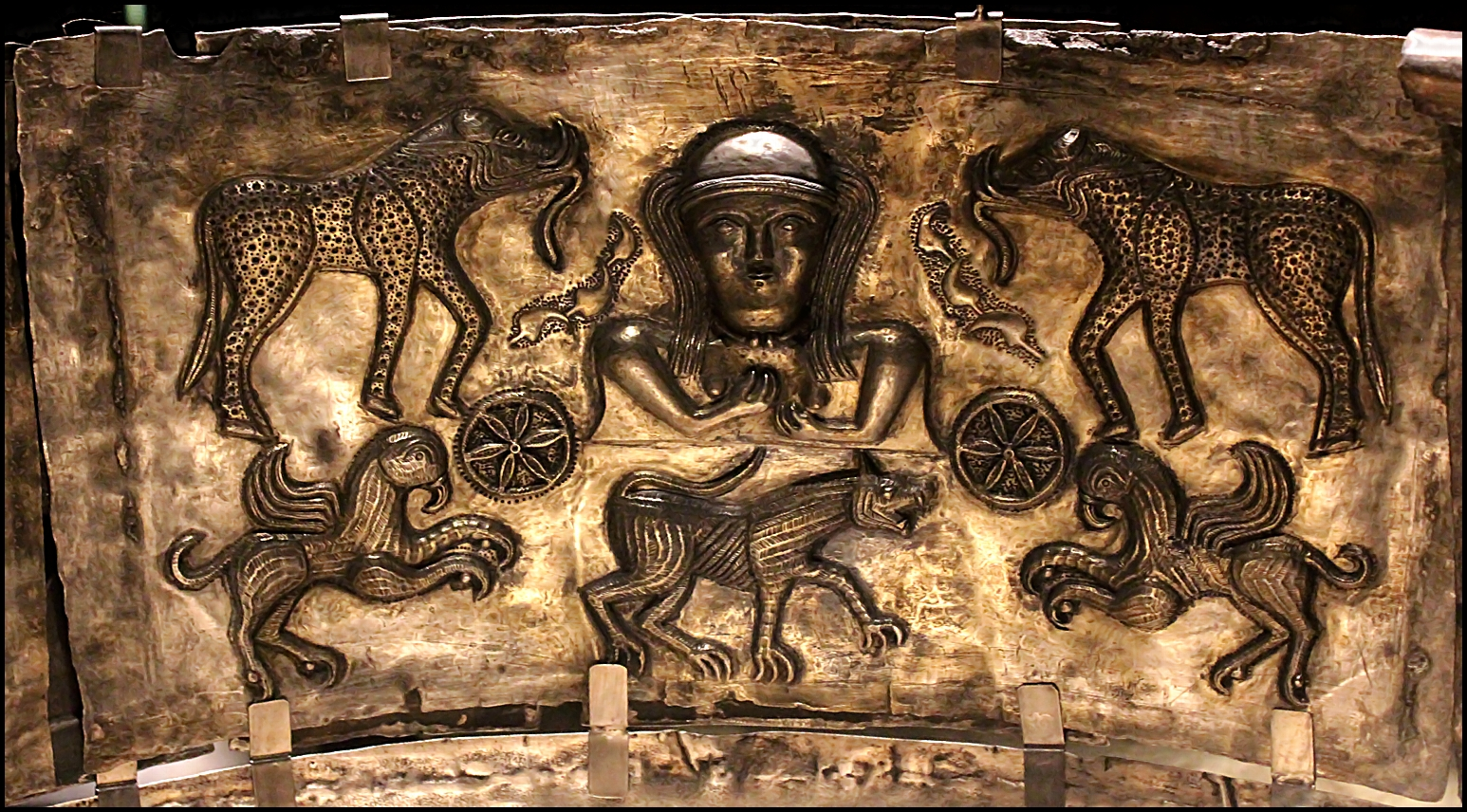
Chaudron de Gundestrup, plaque 4. "Les Gaulois, une expo renversante", 2012, galvanoplastie de Bibracte.
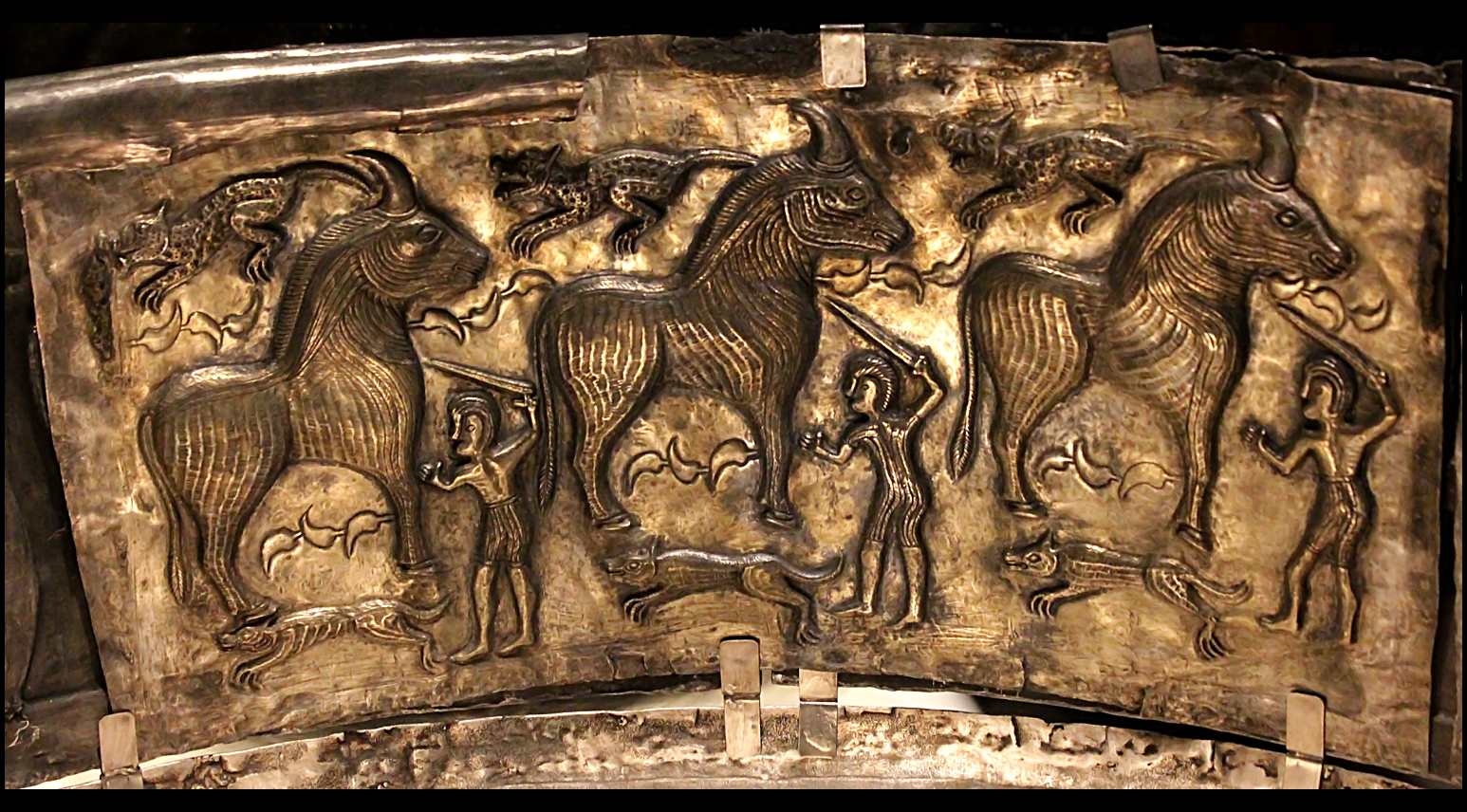
Chaudron de Gundestrup, plaque 5. "Les Gaulois, une expo renversante", 2012, galvanoplastie de Bibracte.
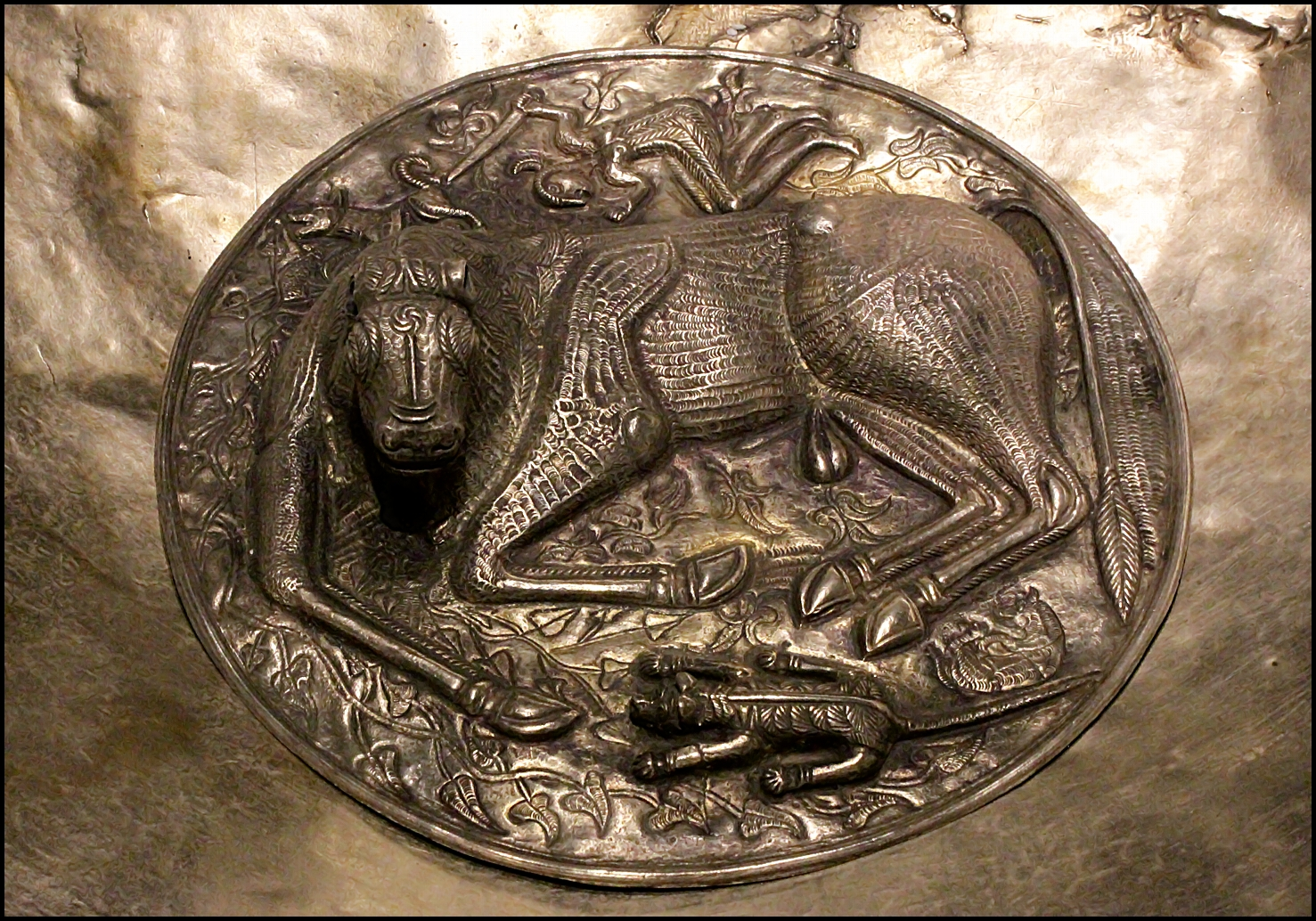
Chaudron de Gundestrup, fond circulaire. "Les Gaulois, une expo renversante", 2012, galvanoplastie de Bibracte.
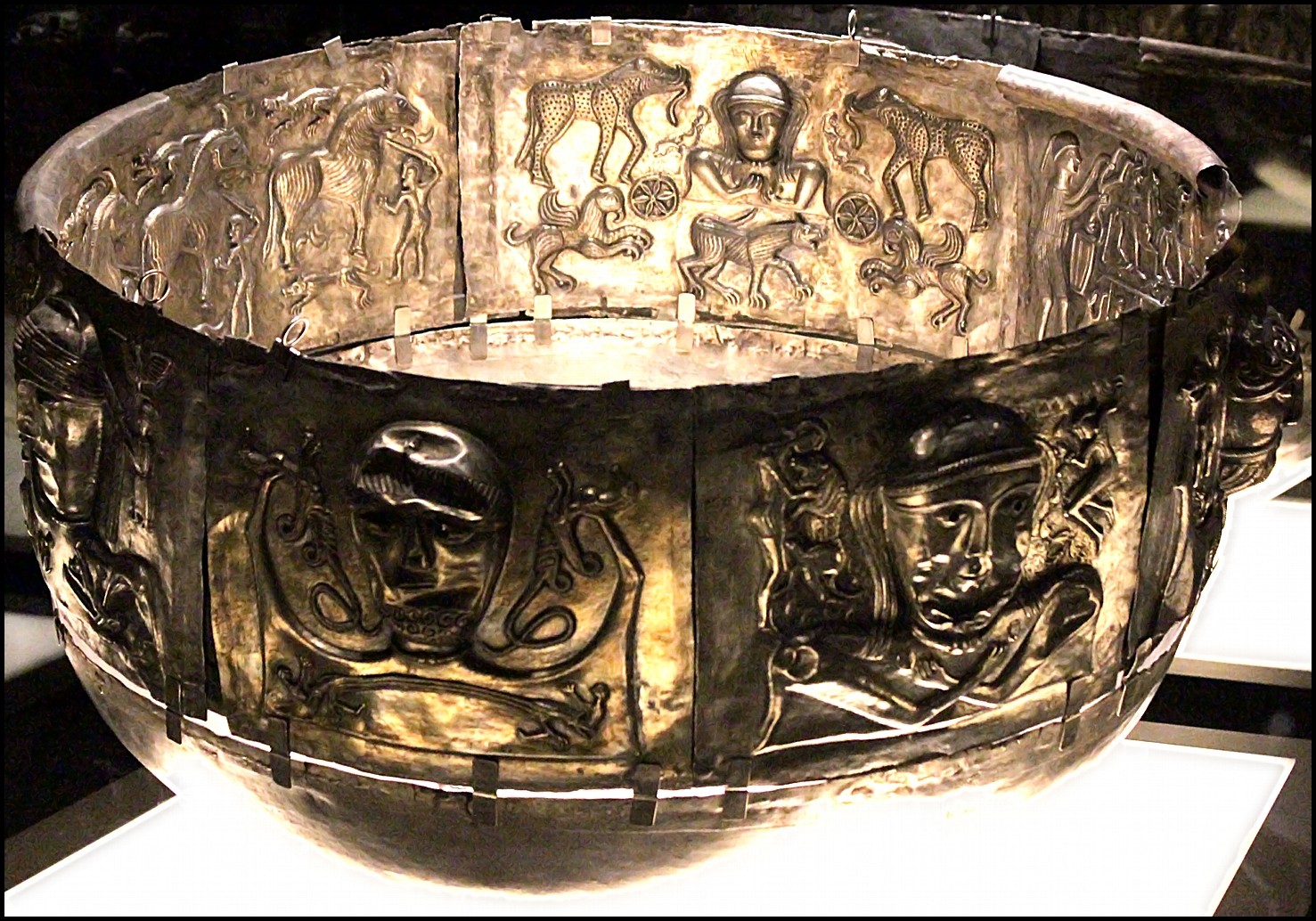
Chaudron de Gundestrup, vue générale. "Les Gaulois, une expo renversante", 2012, galvanoplastie de Bibracte.

### Décoration extérieure
Quatre figures où l'on pense reconnaître des dieux et trois déesses s'y trouvent. Il y avait à l'origine huit panneaux mais le dernier n'a jamais été retrouvé. Tous les dieux portent la barbe et ont les bras levés dans la posture de l'orant. Ce sont leurs divers attributs qui permettent de les différencier. Les quatre premières entités sont saisonnières :
1. Le dieu tient par les coudes deux personnages vêtus de justaucorps rayés. Ceux-ci portent à bout de bras de petits animaux, probablement des sangliers.
2. Un dieu barbu soulève deux cerfs par les pattes arrière. Il pourrait être Cernunnos.
3. Le personnage central lève ses bras en position d'orant, poings fermés. Trois personnages dont un cavalier sont juchés sur les épaules de ce dieu.
4. Le dieu tient en main deux dragons en forme d'hippocampe, tandis qu'une autre créature monstrueuse, dotée de deux têtes, se repaît de chair humaine.

Suivent trois « déesses » :
1. Une première lève les bras comme les dieux, deux autres personnages féminins sont à ses côtés.
2. Repliant ses bras sur sa poitrine, a des personnages masculins auprès d'elle. Ils sont parfois interprétés comme des époux. L'adolescent à gauche et le plus vieux à sa droite[8].
3. Un rapprochement avec la Galloise Rhiannon a été avancé à cause des oiseaux qui lui sont associés (elle en écoute une, deux oiseaux de proie sont de part et d'autre de la figure centrale)[7],[9]. L'homme couché sur le dos dont le bras de la déesse semble constituer son bras hypertrophié est parfois interprété comme *Lugus « Lougous à la longue main ».
4. Croisant les bras, est entouré de deux personnages probablement masculins. L'un d'entre eux terrasse un animal ressemblant à un lion ou un chien.

### Fond
La plaque du fond est ornée d'un bélier couché au vu de ses frêles pattes et sa laine mais pour d'autres, il s'agirait d'un taureau.

## Voir aussi

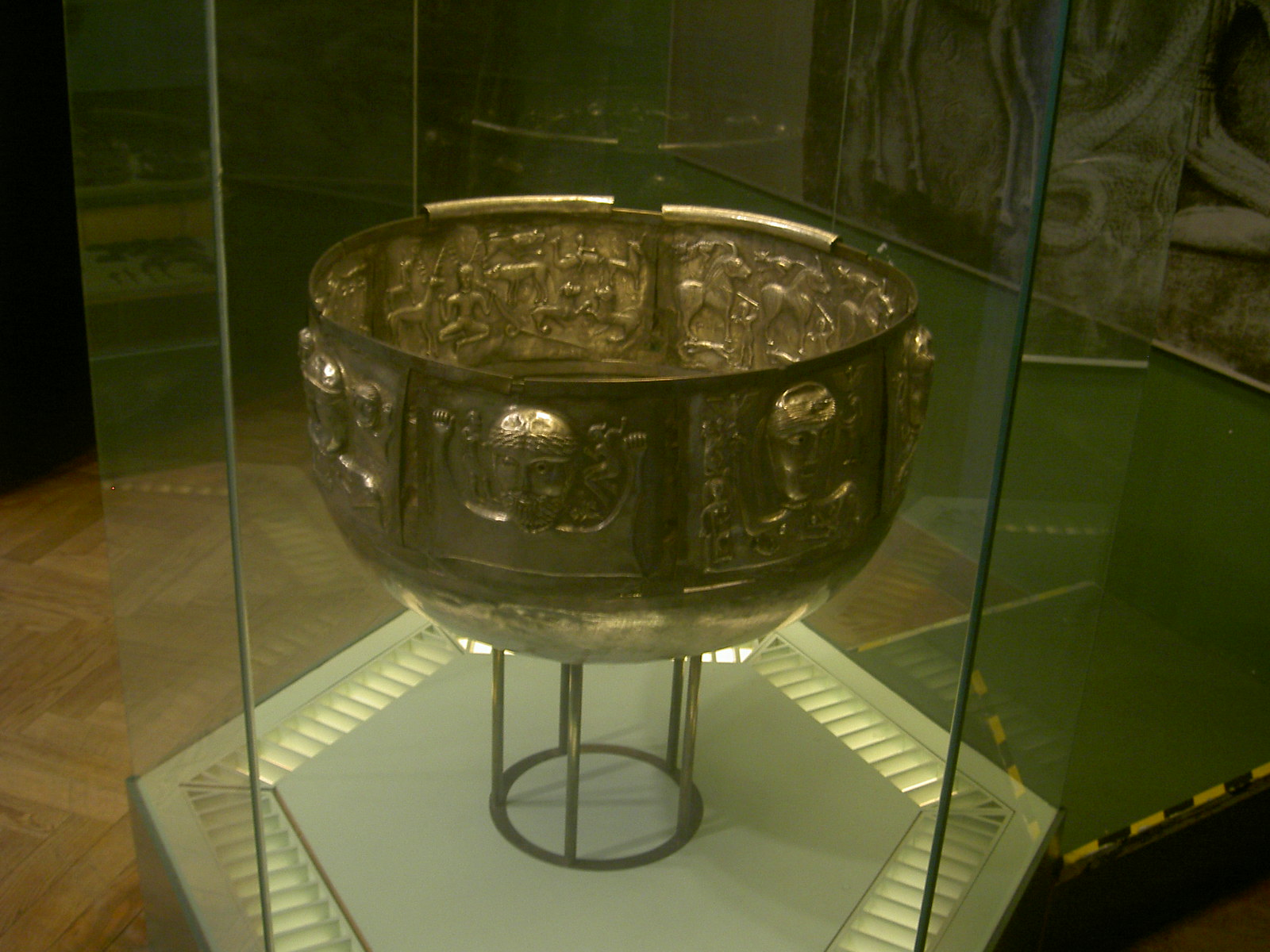
Le chaudron dans une vitrine du Musée national du Danemark.